# Битва при Скалице
Битва при Скалице (нем. Schlacht bei Skalitz) произошла 28 июня 1866 года во время австро-прусско-итальянской войны. Австрийский  8-й корпус эрцгерцога Леопольда был атакован и разгромлен 5-м прусским армейским корпусом.

## Перед сражением
Авангард прусского 5-го армейского корпуса генерала Штейнмеца, перейдя 26 июня богемскую границу, направился к Находу, откуда австрийский гарнизон, после непродолжительного боя, отступил в Нейштадт, где находился 6-й австрийский корпус Рамминга.
27 июня пруссаки двинулись на Скалиц. Дойдя передовыми войсками до узла дорог Наход-Скалитц-Нейштадт, они встретили часть 6-го австрийского корпуса и нанесли противнику чувствительное поражение.
Рамминг отступил к Скалицу, прося главнокомандующего о подкреплении. Вследствие этого из Яромержа посланы были три бригады 8-го армейского корпуса под командованием эрцгерцога Леопольда, на которого был возложено командование всеми войсками у Скалица.

## Ход сражения
28-го эрцгерцог расположился впереди Скалица на реке Упа, по обеим сторонам дороги из Находа и шадовицкой железной дороги; полки Рамминга были назначены в резерв. В тот же день, утром, Штейнмец двинулся из Высокова и беспрепятственно развернул свой корпус против расположения австрийцев. Артиллерия последних, с высот над рекой Упа к северу от Скалица, нанесла прусскам значительные потери. Прусская пехота неоднократно пыталась штурмовать эти высоты, но всякий раз приступ был отбит.
Но войска Рамминга, разбитые накануне под Находом, и 28 июня не оказали энергичного сопротивления. Постепенно силы 8-го австрийского корпуса истощились, и эрцгерцог вынужден был отступить к Йозефштадту.

## Результаты
Потери пруссаков составили 39 офицеров и 1350 нижних чинов убитыми и ранеными; потери австрийцев — ориентировочно 5600—5900 человек. Битва при Скалице имела стратегические последствия. Когда Бенедек вернулся в Йозефштадт около 14:00, он убедился, что Северная армия движется на Гичин. Лишь ближе к вечеру он узнал, что Габленц отрезан, а Скалице потеряно. Затем он приказал прервать марш на Гичин, продолжавшийся с 17 июня, и теперь выступить фронтом против армии кронпринца. Этот маневр занял у него как минимум день. Разворот целой армии таким образом считался одним из самых запутанных и сложных маневров из всех. Около 21:30 28 июня года Бенедек отдал приказ занять центральную позицию при Кёнигингофе. Однако эти приказы были переданы командирам только около 8 часов утра следующего дня. Штабные офицеры Бенедека после войны заявили, что сами получили этот приказ только утром 29 июня 1866 года. Из-за смены марша Бенедека пруссаки потеряли связь со своим противником и смогли восстановить ее только в битве при Кёниггреце.